# Гербы районов Орловской области
Список гербов муниципальных районов Орловской области Российской Федерации.
На 1 января 2013 года в Орловской области насчитывалось 267 муниципальных образований — 3 городских округа, 24 муниципальных района, 17 городских и 223 сельских поселений.

## Гербы муниципальных районов
| Герб | Наименование                                          | Дата утверждения | Номер в ГГР |
| ---- | ----------------------------------------------------- | ---------------- | ----------- |
|      | Герб муниципального образования Болховский район      | 9 июля 2010      | 6350        |
|      | Герб муниципального образования Верховский район      | 23 марта 2010    | 6234        |
|      | Герб муниципального образования Глазуновский район    | 29 июня 2010     | 6352        |
|      | Герб муниципального образования Дмитровский район     | 13 ноября 2010   | 6520        |
|      | Герб муниципального образования Должанский район      | 19 августа 2010  | 6376        |
|      | Герб муниципального образования Залегощенский район   | нет данных       |             |
|      | Герб Знаменского муниципального района                | 24 декабря 2010  |             |
|      | Герб муниципального образования Колпнянский район     | 21 июля 2008     | 4270        |
|      | Герб муниципального образования Корсаковский район    | 25 мая 2010      | 6232        |
|      | Герб муниципального образования Краснозоренский район | 16 апреля 2010   | 6354        |
|      | Герб муниципального образования Кромской район        | 12 октября 2009  | 5765        |
|      | Герб муниципального образования Ливенский район       | 28 июня 2006     | 2554        |

| Герб | Наименование                                              | Дата утверждения | Номер в ГГР |
| ---- | --------------------------------------------------------- | ---------------- | ----------- |
|      | Герб муниципального образования Малоархангельский район   | 30 июня 2011     | 7116        |
|      | Герб муниципального образования Мценский район            | 25 сентября 2008 | 4430        |
|      | Герб муниципального образования Новодеревеньковский район | 30 ноября 2010   | 5356        |
|      | Герб муниципального образования Новосильский район        | 25 июня 2010     | 6358        |
|      | Герб муниципального образования Орловский район           | 23 декабря 2009  | 5870        |
|      | Герб муниципального образования Покровский район          | 26 февраля 2010  | 6039        |
|      | Герб муниципального образования Свердловский район        | 15 января 2010   | 6026        |
|      | Герб муниципального образования Сосковский район          | 26 ноября 2010   | 6542        |
|      | Герб муниципального образования Троснянский район         | 25 ноября 2010   | 6518        |
|      | Герб муниципального образования Урицкий район             | 19 ноября 2009   | 5872        |
|      | Герб муниципального образования Хотынецкий район          | 23 ноября 2010   | 6544        |
|      | Герб муниципального образования Шаблыкинский район        | 18 декабря 2009  | 6025        |